# Likasi
Pour les articles homonymes, voir Likasi (homonymie).
« Jadotville » redirige ici.  Pour le film, voir Jadotville (film).
Likasi est une ville de la province du Haut-Katanga en république démocratique du Congo, créée en 1916-1917 à la suite du début d'exploitation des mines de cuivre de Likasi et Shituru. De 1931 à 1971, l’agglomération de Likasi fut nommée Jadotville ou Jadotstad (cette dernière uniquement jusqu'au 30/06/1960) en honneur à l'ingénieur Jean Jadot.
C'est un centre minier et un nœud de communication important.
Surnommée la Ville des lumières, Likasi (nom issu de dikashi, « bonnes odeurs ») est une ville touristique.
L'usine de traitement du cuivre de Likasi tourne à plein rendement. En 2021, la république démocratique du Congo a produit 1 800 000 tonnes de cuivre par an, ce qui en fait le quatrième producteur mondial.
La ville possède un musée minéralogique riche, d'une collection de 600 échantillons de pierres.
La prison de haute sécurité de Buluo, située à Likasi, était jadis la plus importante du Congo et de l'Afrique centrale.
Le barrage hydro-électrique de Mwadingusha situé sur la Lufira à 75 km de la ville fournit de l'électricité à la ville. Le lac Tshangalele, site touristique de la ville, est un lac de retenue de 410 km2 sur la Lufira près de Kapolowe à 25 km de Likasi sur la route de Lubumbashi (RN1). Elle est parmi les 9 villes socio-économiques de la République Démocratique du Congo. Ces 9 villes sont les suivantes: Baraka, Bandundu, Beni, Boma, Butembo, Likasi, Mwene-Ditu, Uvira, et Zongo.

## Communes
La ville de Likasi est divisée en quatre communes, elles-mêmes divisées en quartiers :
- Kikula avec dix quartiers : Kalipopo, Kanona, Kapemba, Kaponona, Kisunka, Kyubo, Mbadi, Musumba, Nkolomoni et Okito ;
- Likasi avec neuf quartiers : Centre-ville, Panda-Makomeno, Mission, Industriel, Kampumpi, Kitabataba, SNCC et Simba ;
- Panda avec cinq quartiers : Kamilopa, Kakontwe, Kiwele, Mpandamayi et Muchanga ;
- Shituru avec quatre quartiers : Buluo, Kilima, Kipulande et Nguya.

## Géographie
Likasi se trouve au cœur de la région minière du Katanga, à proximité des montagnes de Mitumba et de Kundelungu.

## Environnement
En 2016, un bassin de retenue de rejets liquides de minerais cède, et les acides contaminent l'eau de la rivière Mpanda Mayi, avant de se déverser dans les champs des cultivateurs.

### Climat
Située sur le plateau du Haut-Katanga, Likasi a un climat tropical doux. La température moyenne est de 20 °C.
La saison sèche commence au mois d'avril et connaît la période la plus froide aux alentours du mois de juin. En novembre, la saison des pluies commence et se termine au mois de mars ou d'avril.
Décembre est le mois le plus pluvieux et juillet le plus sec. Les précipitations dépendent du relief et des alizés humides du Nord-Est mais sont principalement dues aux vents du Nord-Ouest provenant de la cuvette centrale du fleuve Congo durant la saison des pluies. La saison sèche dure près de six mois, de mai à octobre avec une absence totale de pluies. Durant la saison humide, des pluies violentes de durée variable, en moyenne 176,2 mm, tombent environ un jour sur deux.

### Déboisement
Dans la ville de Likasi le déboisement occasionné par la prolifération de fabricants de charbon de bois est très mal vu par le ministère provincial de l’environnement, qui redoute des perturbations climatiques .

### Relief

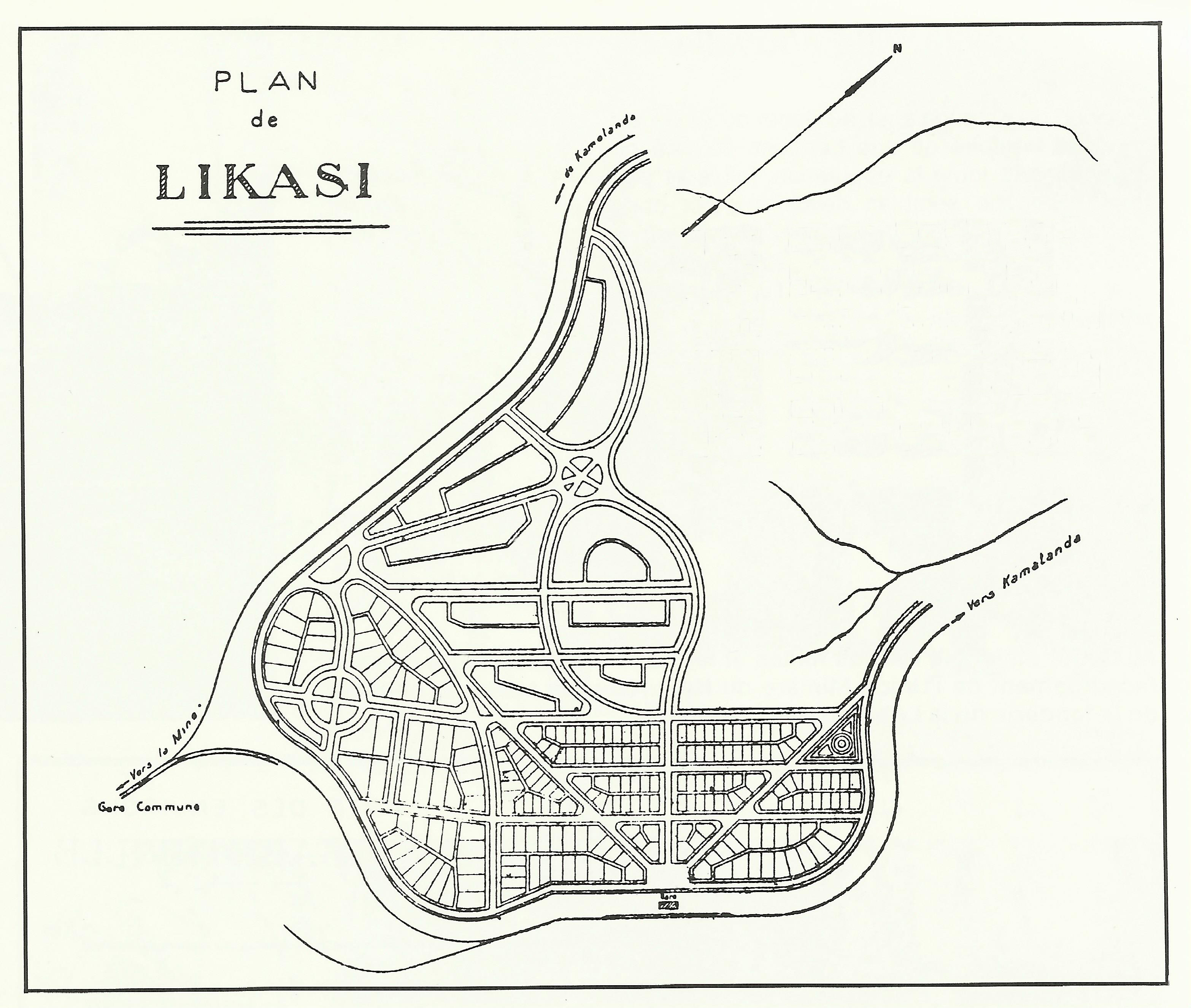
Plan d'urbanisation de Likasi - 1918

La ville est pleine de collines ; d'où l'appellation Likasi ya Bilima, Likasi des collines ; avec une altitude en moyenne de 1 265 m et des isohypses à 1 100 et 1 400 m. Son point culminant, Karajipopo dans la commune de Panda, est à 1 427 m. Elle est à 120 km par route et 132 km par rail de Lubumbashi et 502 km de Kamina, centre de distribution du réseau des chemins de fer du Congo. Likasi est au centre du territoire de Kambove.

## Histoire

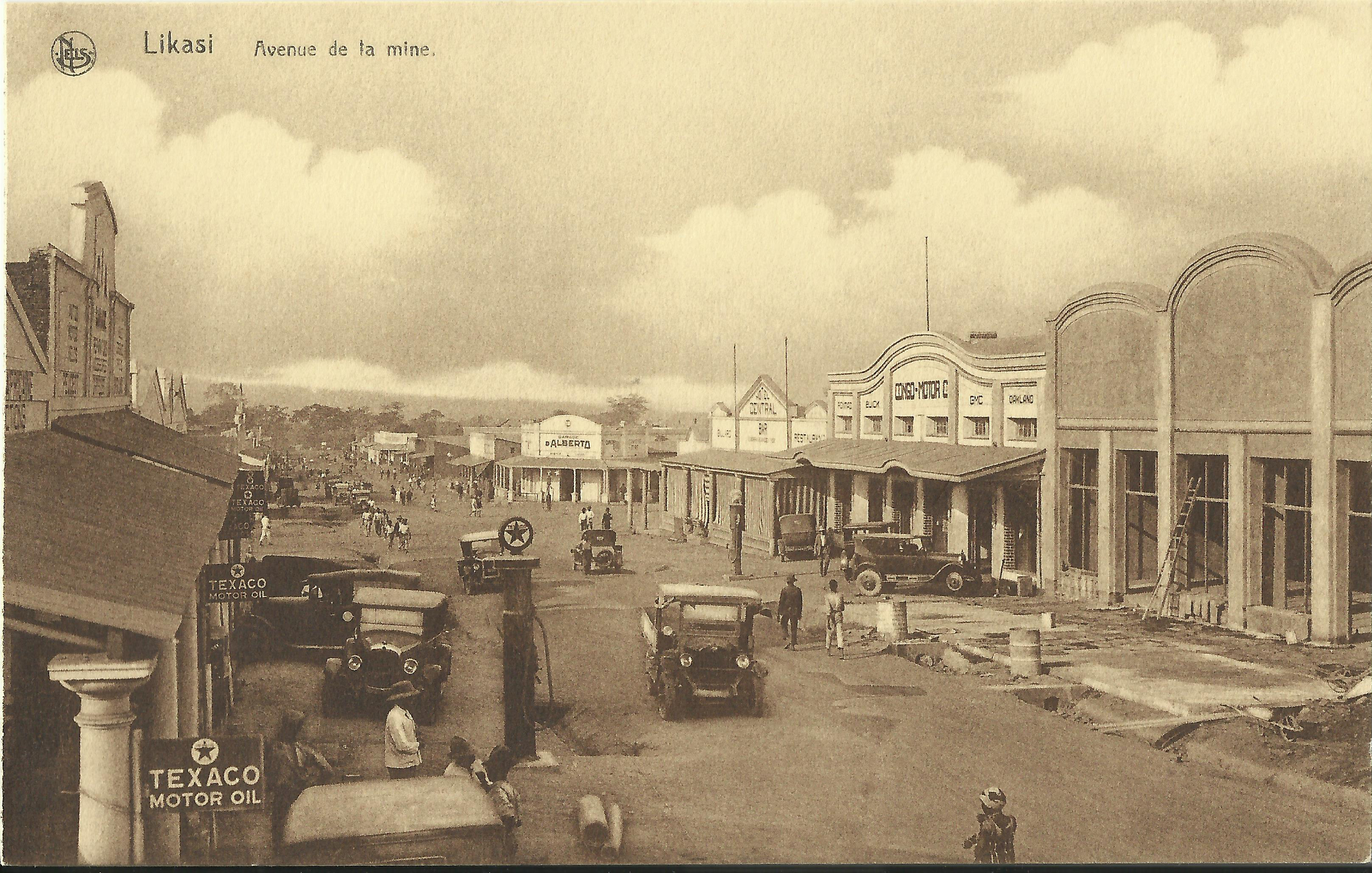
Likasi en 1920

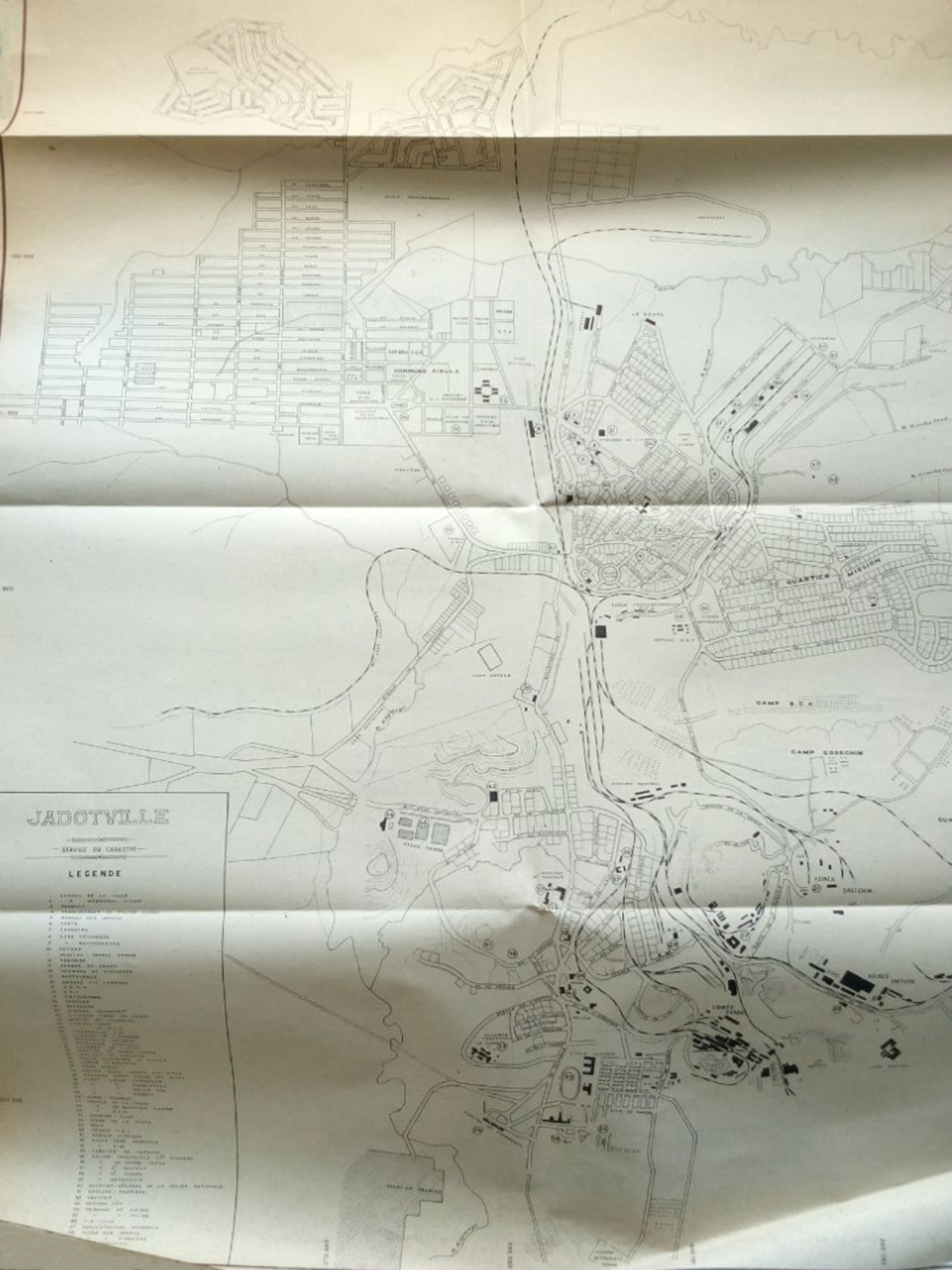
Jadotville en 1958

Likasi, située à 78 km de l'ancienne capitale du roi Msiri, est un centre du cuivre depuis des siècles, les habitants de la région, Sanga et Kaonde appelés « Mangeurs de cuivre », utilisaient des fours en argile, des soufflets en peau d'antilope pour fondre la malachite concassée, en extraire le cuivre et le façonner. Ces métallurgistes Sanga et Kaonde avaient pour slogan « Allons manger le cuivre » au début de chaque saison sèche, chaque fois qu'ils se retiraient en brousse loin des regards des femmes et des jeunes enfants pour la coulée en lingots et croisettes de cuivre dès le XIIe siècle.
En 1913 commença le projet d'installer un centre métallurgique à proximité des mines à ciel ouvert de Likasi et Shituru, mais le début de la Première Guerre mondiale bouleversa le programme d'investissements de l'UMHK en la coupant de ses fournisseurs métropolitains.
L'ordonnance du 23 mai 1917 octroya à Likasi-Panda le statut de circonscription urbaine.
En juin 1921 le concentrateur par gravité de Panda fut mis en marche.
Une fonderie électrique démarra sa production en 1924, produisant un alliage cobaltifère et en 1929, les usines de Shituru furent ouvertes avec une capacité de 30 000 tonnes de cuivre électrolytique.

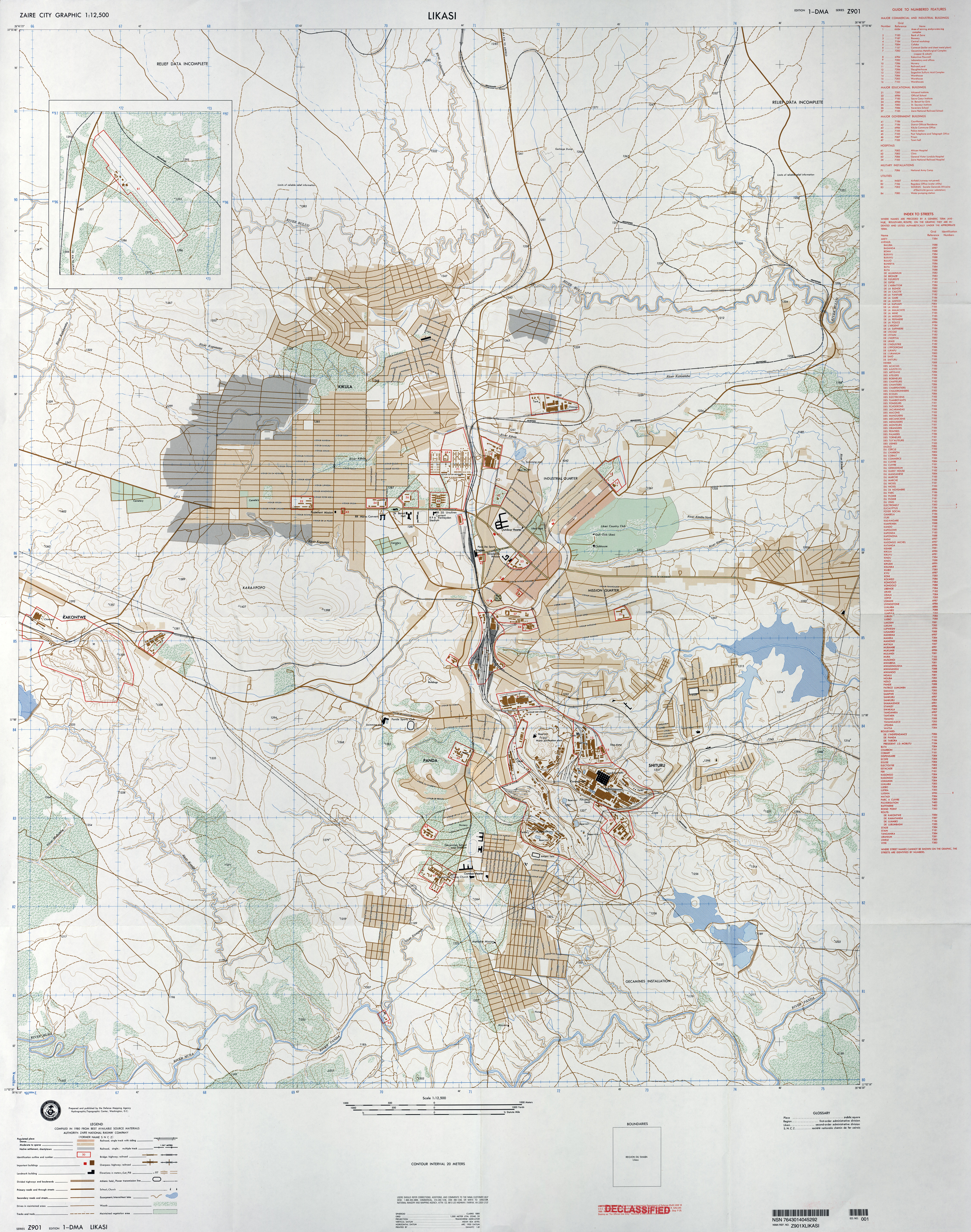
Likasi en 1980

La cité fut renommée Jadotville par l'administration coloniale belge en 1931, et le 21 décembre 1943 elle fut érigée au statut administratif de ville. Jadotville fut la troisième ville du Congo belge après Léopoldville (Kinshasa) et Élisabethville (Lubumbashi). Elle reprendra le nom de Likasi le 27 octobre 1971.
Durant la période coloniale, beaucoup de Kasaïens, Rhodésiens, Malawites et autres Rwandais et Burundais sont amenés au Katanga, notamment à Likasi, pour travailler dans les mines.
En 1961, durant la crise congolaise, une compagnie irlandaise de l'Opération des Nations unies au Congo fut faite prisonnière par l'armée katangaise après le siège de Jadotville.
En 1992, la politique séparatiste d'un parti politique à dominance monethnique de la province provoque un départ massif de ressortissants kasaïens avec la complicité du pouvoir central en mal de positionnement et voulant couper l'herbe sous les pieds à l'opposition politique dirigée par un ressortissant Kasaïen.
Fin 2007, plusieurs camions chargés de minerais radioactifs, provenant de Kolwezi, ont été interceptés près de Likasi. L'un d'eux a pris la direction de Shinkolobwe, puis a déversé son chargement dans la rivière Mura au motif que la route et les ponts qui menaient à Shinkolobwe étaient impraticables. En novembre 2007, l'eau potable de la ville fut contaminée car les eaux des rivières Mura et Panda étaient polluées par des minerais d'uranium radioactifs provenant des mines d'uranium.
Aujourd'hui encore, Likasi vit avant tout de l'industrie minière (cuivre, uranium, cobalt, etc.). Mais après plus de 40 ans de dictature, de mauvaise gestion et de corruption, les mineurs travaillent dans des conditions lamentables. Certaines mines sont aujourd'hui surveillées par la garde présidentielle du président honoraire Joseph Kabila, contre payement « des mineurs artisanaux » qui revendent leur cuivre clandestinement.
Le gouverneur du Katanga Moise Katumbi Chapwe s'est engagé en faveur des creuseurs artisanaux, contre les firmes multinationales. Il a néanmoins forcé les multinationales à cultiver des hectares de maïs pour nourrir la région.

## Blason
Ecartelé; aux 1 et 4, de sable au lion d'or armé et lampassé de gueules; aux 2 et 3, de sinople à une fleur d'hibiscus de gueules tigée et feuillée d'or ; une étoile d'or brochante en abîme sur la partition.
Devise : Aere laboraque (travailler dur).

## Aéroport

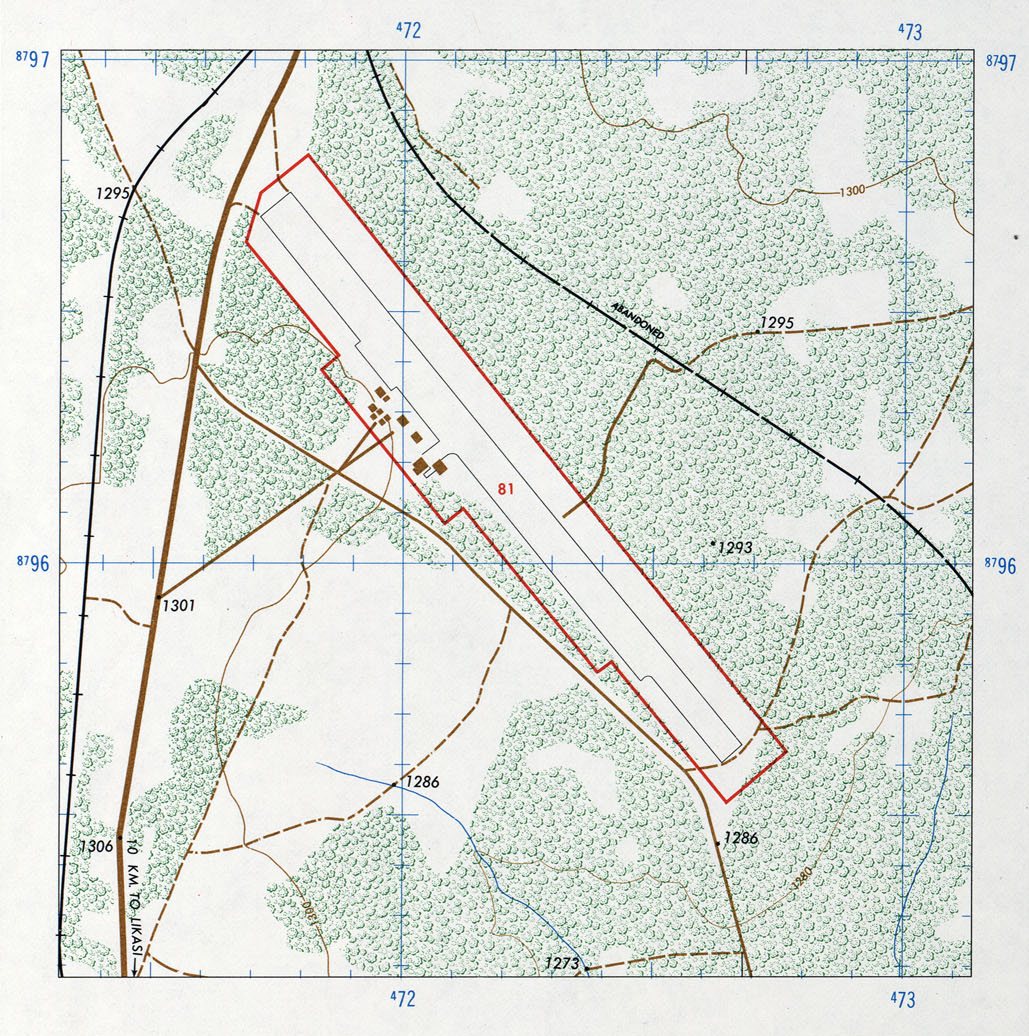
Aéroport de Likasi en 1980

Jusque dans les années 1990, la ville disposait d'un petit aéroport (ICAO: FZQI) situé à Kamatanda à 10 km au nord de la ville, en bordure de la route Likasi-Kolwezi. La piste enherbée avait une longueur de 1 300 m permettant l'atterrissage d'un C 130. Un aéroclub permettait l'apprentissage du pilotage de petits avions. Depuis la fin des années 1990 la piste n'est plus utilisable car coupée par des cultures.

## Démographie
| 1929   | 1950   | 1958   | 1961   | 1970    | 1975    | 1984    | 1994    | 2004    |
| ------ | ------ | ------ | ------ | ------- | ------- | ------- | ------- | ------- |
| 14 000 | 50 000 | 69 614 | 78 000 | 146 394 | 185 328 | 213 862 | 329 584 | 367 219 |

| 2010    | 2012    | 2021    | - | - | - | - | - | - |
| ------- | ------- | ------- | - | - | - | - | - | - |
| 432 973 | 447 469 | 586 000 | - | - | - | - | - | - |

## Administration
| Période | Période  | Identité                             | Étiquette | Qualité     |
| ------- | -------- | ------------------------------------ | --------- | ----------- |
| 1957    | 1960     | Armand Glautier                      |           | Bourgmestre |
| 1960    | 1963     | Amisi                                |           | Bourgmestre |
| 2008    | 2010     | Denis Kalondji Ngoy                  |           | Maire       |
| 2010    | 2015     | Charles Mwanangwa Ntalasha Mungutana | SCODE     |             |
| 2016    | En cours | Idesbal Petwe Kapande                | PPRD      |             |

## Personnalités liées à la commune
- Laurent-Désiré Kabila (1939-2001), président de la RDC de 1997 à 2001 né à Jadotville en 1939.
- Valentin-Yves Mudimbe (1941-2025), écrivain et philosophe, né à Jadotville.
- Janry, dessinateur de bandes dessinées, né à Jadotville en 1957.
- Reggie, chanteuse, née à Likasi en 1964
- Marc Zinga, comédien et chanteur belge, né à Likasi en 1984.
- Anthony Vanden Borre, footballeur belge, né à Likasi en 1987.
- Naza, rappeur français, lié à Likasi.
- Jacques Kyabula Katwe, gouverneur du Haut-Katanga
- Djo Kazadi Ngeleka (1986-), comédien, metteur en scène, auteur et humoriste congolais.